# 3e étape du Tour d'Italie 2024
Pour un article plus général, voir Tour d'Italie 2024.
La 3e étape du Tour d'Italie 2024 se déroule le lundi 6 mai 2024 entre Novare et Fossano, dans le Piémont, sur une distance de 166 km.

## Parcours
Cette troisième étape piémontaise s'oriente globalement vers le sud puis le sud-ouest. Excepté une côte classée en 4e catégorie située après 58 kilomètres de course, l'étape est plate et en principe dévolue aux sprinteurs.

## Déroulement de la course
À 85 kilomètres de l'arrivée, un groupe de 24 hommes comprenant la plupart des sprinteurs se dégage du peloton mais celui-ci ne laisse pas les fuyards posséder un avantage trop important, l'écart ne dépassant pas 1 min 30 s. À 58 kilomètres du terme, une bordure scinde le peloton en trois groupes. Cependant, à 43 km du but, on assiste à un regroupement général, les échappés étant repris et le peloton reconstitué. Dans la dernière bosse située un peu plus de trois kilomètres avant l'arrivée, Mikkel Honoré (Education-EasyPost) place une attaque. Il est suivi par le maillot rose Tadej Pogačar (UAE Emirates) et Geraint Thomas (Ineos Grenadiers). Un kilomètre plus loin, Honoré coince et laisse filer Pogačar et Thomas. Mais les deux hommes sont repris à 300 mètres de la ligne. Le Belge Tim Merlier (Soudal-Quick Step), auteur d'une remontée, remporte un sprint royal devant Jonathan Milan (Lidl-Trek) et Biniam Girmay (Intermarché-Wanty).

## Résultats

### Classement de l'étape
| \| Classement de l'étape \| Classement de l'étape \| Classement de l'étape \| Classement de l'étape \| Classement de l'étape \| \| Coureur \| Coureur \| Pays \| Équipe \| Temps \| \| --------------------- \| --------------------- \| --------------------- \| -------------------------- \| --------------------- \| \| 1er \| Tim Merlier \| Belgique \| Soudal Quick-Step \| 3 h 54 min 35 s \| \| 2e \| Jonathan Milan \| Italie \| Lidl-Trek \| + 0 s \| \| 3e \| Biniam Girmay \| Érythrée \| Intermarché-Wanty \| + 0 s \| \| 4e \| Jenthe Biermans \| Belgique \| Arkéa-B&B Hotels \| + 0 s \| \| 5e \| Tobias Lund Andresen \| Danemark \| Team dsm-firmenich PostNL \| + 0 s \| \| 6e \| Olav Kooij \| Pays-Bas \| Team Visma \\| Lease a Bike \| + 0 s \| \| 7e \| Ethan Vernon \| Royaume-Uni \| Israel-Premier Tech \| + 0 s \| \| 8e \| Stanisław Aniołkowski \| Pologne \| Cofidis \| + 0 s \| \| 9e \| Fernando Gaviria \| Colombie \| Movistar Team \| + 0 s \| \| 10e \| Alberto Dainese \| Italie \| Tudor Pro Cycling Team \| + 0 s \| |                       |             |                            |                 |
| |                       |             |                            |                 |
| Sources : ProCyclingStats Cycling Quotient |                       |             |                            |                 |
| Classement de l'étape |                       |             |                            |                 |
| Coureur | Coureur               | Pays        | Équipe                     | Temps           |
| 1er | Tim Merlier           | Belgique    | Soudal Quick-Step          | 3 h 54 min 35 s |
| 2e | Jonathan Milan        | Italie      | Lidl-Trek                  | + 0 s           |
| 3e | Biniam Girmay         | Érythrée    | Intermarché-Wanty          | + 0 s           |
| 4e | Jenthe Biermans       | Belgique    | Arkéa-B&B Hotels           | + 0 s           |
| 5e | Tobias Lund Andresen  | Danemark    | Team dsm-firmenich PostNL  | + 0 s           |
| 6e | Olav Kooij            | Pays-Bas    | Team Visma \| Lease a Bike | + 0 s           |
| 7e | Ethan Vernon          | Royaume-Uni | Israel-Premier Tech        | + 0 s           |
| 8e | Stanisław Aniołkowski | Pologne     | Cofidis                    | + 0 s           |
| 9e | Fernando Gaviria      | Colombie    | Movistar Team              | + 0 s           |
| 10e | Alberto Dainese       | Italie      | Tudor Pro Cycling Team     | + 0 s           |

### Points attribués pour le classement par points
| Sprint intermédiaire Masio (km 78,8) | Sprint intermédiaire Masio (km 78,8) | Sprint intermédiaire Masio (km 78,8) | Sprint intermédiaire Masio (km 78,8) | Sprint intermédiaire Masio (km 78,8) |
| ------------------------------------ | ------------------------------------ | ------------------------------------ | ------------------------------------ | ------------------------------------ |
|                                      | Coureur                              | Pays                                 | Équipe                               | Point(s)                             |
| 1er                                  | Jonathan Milan                       | Italie                               | Lidl-Trek                            | 12                                   |
| 2e                                   | Edward Planckaert                    | Belgique                             | Alpecin-Deceuninck                   | 8                                    |
| 3e                                   | Olav Kooij                           | Pays-Bas                             | Visma-Lease a Bike                   | 6                                    |
| 4e                                   | Tim Merlier                          | Belgique                             | Soudal Quick-Step                    | 5                                    |
| 5e                                   | Biniam Girmay                        | Érythrée                             | Intermarché-Wanty                    | 4                                    |
| 6e                                   | Danny van Poppel                     | Pays-Bas                             | Bora-Hansgrohe                       | 3                                    |
| 7e                                   | Kaden Groves                         | Australie                            | Alpecin-Deceuninck                   | 2                                    |
| 8e                                   | Alberto Dainese                      | Italie                               | Tudor Pro Cycling Team               | 1                                    |
| modifier                             |                                      |                                      |                                      |                                      |

| Sprint intermédiaire Montegrosso d'Asti (km 97,1) | Sprint intermédiaire Montegrosso d'Asti (km 97,1) | Sprint intermédiaire Montegrosso d'Asti (km 97,1) | Sprint intermédiaire Montegrosso d'Asti (km 97,1) | Sprint intermédiaire Montegrosso d'Asti (km 97,1) |
| ------------------------------------------------- | ------------------------------------------------- | ------------------------------------------------- | ------------------------------------------------- | ------------------------------------------------- |
|                                                   | Coureur                                           | Pays                                              | Équipe                                            | Point(s)                                          |
| 1er                                               | Jonathan Milan                                    | Italie                                            | Lidl-Trek                                         | 12                                                |
| 2e                                                | Tim Merlier                                       | Belgique                                          | Soudal Quick-Step                                 | 8                                                 |
| 3e                                                | Kaden Groves                                      | Australie                                         | Alpecin-Deceuninck                                | 6                                                 |
| 4e                                                | Danny van Poppel                                  | Pays-Bas                                          | Bora-Hansgrohe                                    | 5                                                 |
| 5e                                                | Alberto Dainese                                   | Italie                                            | Tudor Pro Cycling Team                            | 4                                                 |
| 6e                                                | Olav Kooij                                        | Pays-Bas                                          | Visma-Lease a Bike                                | 3                                                 |
| 7e                                                | Biniam Girmay                                     | Érythrée                                          | Intermarché-Wanty                                 | 2                                                 |
| 8e                                                | Caleb Ewan                                        | Australie                                         | Jayco AlUla                                       | 1                                                 |
| modifier                                          |                                                   |                                                   |                                                   |                                                   |

| Arrivée d'étape Fossano (km 166) | Arrivée d'étape Fossano (km 166) | Arrivée d'étape Fossano (km 166) | Arrivée d'étape Fossano (km 166) | Arrivée d'étape Fossano (km 166) |
| -------------------------------- | -------------------------------- | -------------------------------- | -------------------------------- | -------------------------------- |
|                                  | Coureur                          | Pays                             | Équipe                           | Point(s)                         |
| 1er                              | Tim Merlier                      | Belgique                         | Soudal Quick-Step                | 50                               |
| 2e                               | Jonathan Milan                   | Italie                           | Lidl-Trek                        | 35                               |
| 3e                               | Biniam Girmay                    | Érythrée                         | Intermarché-Wanty                | 25                               |
| 4e                               | Jenthe Biermans                  | Belgique                         | Arkéa-B&B Hotels                 | 18                               |
| 5e                               | Tobias Lund Andresen             | Danemark                         | Team dsm-firmenich PostNL        | 14                               |
| 6e                               | Olav Kooij                       | Pays-Bas                         | Visma-Lease a Bike               | 12                               |
| 7e                               | Ethan Vernon                     | Grande-Bretagne                  | Israel-Premier Tech              | 10                               |
| 8e                               | Stanisław Aniołkowski            | Pologne                          | Cofidis                          | 8                                |
| 9e                               | Fernando Gaviria                 | Colombie                         | Movistar                         | 7                                |
| 10e                              | Alberto Dainese                  | Italie                           | Tudor Pro Cycling Team           | 6                                |
| 11e                              | Sebastián Molano                 | Colombie                         | UAE Team Emirates                | 5                                |
| 12e                              | Kaden Groves                     | Australie                        | Alpecin-Deceuninck               | 4                                |
| 13e                              | Caleb Ewan                       | Australie                        | Jayco AlUla                      | 3                                |
| 14e                              | Phil Bauhaus                     | Allemagne                        | Bahrain Victorious               | 2                                |
| 15e                              | Danny van Poppel                 | Pays-Bas                         | Bora-Hansgrohe                   | 1                                |
| modifier                         |                                  |                                  |                                  |                                  |

| Coureur            | Pays     | Équipe             | Points      |
| ------------------ | -------- | ------------------ | ----------- |
| Bert Van Lerberghe | Belgique | Soudal Quick-Step  | - 40 points |
| Christophe Laporte | France   | Visma-Lease a Bike | - 40 points |

### Points attribués pour le classement du meilleur grimpeur
| Lu (km 58,1) 4e catégorie (3,4 km à 3,8%) | Lu (km 58,1) 4e catégorie (3,4 km à 3,8%) | Lu (km 58,1) 4e catégorie (3,4 km à 3,8%) | Lu (km 58,1) 4e catégorie (3,4 km à 3,8%) | Lu (km 58,1) 4e catégorie (3,4 km à 3,8%) |
| ----------------------------------------- | ----------------------------------------- | ----------------------------------------- | ----------------------------------------- | ----------------------------------------- |
|                                           | Coureur                                   | Pays                                      | Équipe                                    | Point(s)                                  |
| 1er                                       | Lilian Calmejane                          | France                                    | Intermarché-Wanty                         | 3                                         |
| 2e                                        | Davide Ballerini                          | Italie                                    | Astana Qazaqstan                          | 2                                         |
| 3e                                        | Jasper Stuyven                            | Belgique                                  | Lidl-Trek                                 | 1                                         |
| modifier                                  |                                           |                                           |                                           |                                           |

| Coureur            | Pays     | Équipe             | Points     |
| ------------------ | -------- | ------------------ | ---------- |
| Bert Van Lerberghe | Belgique | Soudal Quick-Step  | - 2 points |
| Christophe Laporte | France   | Visma-Lease a Bike | - 2 points |

### Points attribués pour le classement des sprints intermédiaires
| Sprint intermédiaire Masio (km 78,8) | Sprint intermédiaire Masio (km 78,8) | Sprint intermédiaire Masio (km 78,8) | Sprint intermédiaire Masio (km 78,8) | Sprint intermédiaire Masio (km 78,8) |
| ------------------------------------ | ------------------------------------ | ------------------------------------ | ------------------------------------ | ------------------------------------ |
|                                      | Coureur                              | Pays                                 | Équipe                               | Point(s)                             |
| 1er                                  | Jonathan Milan                       | Italie                               | Lidl-Trek                            | 10                                   |
| 2e                                   | Edward Planckaert                    | Belgique                             | Alpecin-Deceuninck                   | 6                                    |
| 3e                                   | Olav Kooij                           | Pays-Bas                             | Visma-Lease a Bike                   | 3                                    |
| 4e                                   | Tim Merlier                          | Belgique                             | Soudal Quick-Step                    | 2                                    |
| 5e                                   | Biniam Girmay                        | Érythrée                             | Intermarché-Wanty                    | 1                                    |
| modifier                             |                                      |                                      |                                      |                                      |

| Sprint intermédiaire Cherasco (km 143,9) | Sprint intermédiaire Cherasco (km 143,9) | Sprint intermédiaire Cherasco (km 143,9) | Sprint intermédiaire Cherasco (km 143,9) | Sprint intermédiaire Cherasco (km 143,9) |
| ---------------------------------------- | ---------------------------------------- | ---------------------------------------- | ---------------------------------------- | ---------------------------------------- |
|                                          | Coureur                                  | Pays                                     | Équipe                                   | Point(s)                                 |
| 1er                                      | Ben Swift                                | Grande-Bretagne                          | Ineos Grenadiers                         | 10                                       |
| 2e                                       | Tadej Pogačar                            | Slovénie                                 | UAE Team Emirates                        | 6                                        |
| 3e                                       | Geraint Thomas                           | Grande-Bretagne                          | Ineos Grenadiers                         | 3                                        |
| 4e                                       | Enzo Paleni                              | France                                   | Groupama-FDJ                             | 2                                        |
| 5e                                       | Domen Novak                              | Slovénie                                 | UAE Team Emirates                        | 1                                        |
| modifier                                 |                                          |                                          |                                          |                                          |

### Bonifications et pénalités en temps
|   | Coureur        | Pays      | Équipe             | Secondes |
| - | -------------- | --------- | ------------------ | -------- |
| 1 | Jonathan Milan | Italie    | Lidl-Trek          | 3 s      |
| 2 | Tim Merlier    | Belgique  | Soudal Quick-Step  | 2 s      |
| 3 | Kaden Groves   | Australie | Alpecin-Deceuninck | 1 s      |

|   | Coureur        | Pays            | Équipe            | Secondes |
| - | -------------- | --------------- | ----------------- | -------- |
| 1 | Ben Swift      | Grande-Bretagne | Ineos Grenadiers  | 3 s      |
| 2 | Tadej Pogačar  | Slovénie        | UAE Team Emirates | 2 s      |
| 3 | Geraint Thomas | Grande-Bretagne | Ineos Grenadiers  | 1 s      |

|   | Coureur        | Pays     | Équipe            | Secondes |
| - | -------------- | -------- | ----------------- | -------- |
| 1 | Tim Merlier    | Belgique | Soudal Quick-Step | 10 s     |
| 2 | Jonathan Milan | Italie   | Lidl-Trek         | 6 s      |
| 3 | Biniam Girmay  | Érythrée | Intermarché-Wanty | 4 s      |

| Coureur            | Pays     | Équipe             | Secondes |
| ------------------ | -------- | ------------------ | -------- |
| Bert Van Lerberghe | Belgique | Soudal Quick-Step  | + 20 s   |
| Christophe Laporte | France   | Visma-Lease a Bike | + 20 s   |

## Classements à l'issue de l'étape

### Classement général
| \| Classement général \| Classement général \| Classement général \| Classement général \| Classement général \| \| Coureur \| Coureur \| Pays \| Équipe \| Temps \| \| ------------------ \| ------------------ \| ------------------ \| -------------------------- \| ------------------ \| \| 1er \| Tadej Pogačar \| Slovénie \| UAE Team Emirates \| 11 h 03 min 02 s \| \| 2e \| Geraint Thomas \| Royaume-Uni \| Ineos Grenadiers \| + 46 s \| \| 3e \| Daniel Martínez \| Colombie \| Bora-Hansgrohe \| + 47 s \| \| 4e \| Einer Rubio \| Colombie \| Movistar Team \| + 56 s \| \| 5e \| Cian Uijtdebroeks \| Belgique \| Team Visma \\| Lease a Bike \| + 56 s \| \| 6e \| Lorenzo Fortunato \| Italie \| Astana Qazaqstan Team \| + 1 min 07 s \| \| 7e \| Juan Pedro López \| Espagne \| Lidl-Trek \| + 1 min 11 s \| \| 8e \| Jan Hirt \| Tchéquie \| Soudal Quick-Step \| + 1 min 13 s \| \| 9e \| Alexey Lutsenko \| Kazakhstan \| Astana Qazaqstan Team \| + 1 min 26 s \| \| 10e \| Ben O'Connor \| Australie \| Decathlon-AG2R La Mondiale \| + 1 min 26 s \| |                   |             |                            |                  |
| |                   |             |                            |                  |
| Sources : ProCyclingStats Cycling Quotient |                   |             |                            |                  |
| Classement général |                   |             |                            |                  |
| Coureur | Coureur           | Pays        | Équipe                     | Temps            |
| 1er | Tadej Pogačar     | Slovénie    | UAE Team Emirates          | 11 h 03 min 02 s |
| 2e | Geraint Thomas    | Royaume-Uni | Ineos Grenadiers           | + 46 s           |
| 3e | Daniel Martínez   | Colombie    | Bora-Hansgrohe             | + 47 s           |
| 4e | Einer Rubio       | Colombie    | Movistar Team              | + 56 s           |
| 5e | Cian Uijtdebroeks | Belgique    | Team Visma \| Lease a Bike | + 56 s           |
| 6e | Lorenzo Fortunato | Italie      | Astana Qazaqstan Team      | + 1 min 07 s     |
| 7e | Juan Pedro López  | Espagne     | Lidl-Trek                  | + 1 min 11 s     |
| 8e | Jan Hirt          | Tchéquie    | Soudal Quick-Step          | + 1 min 13 s     |
| 9e | Alexey Lutsenko   | Kazakhstan  | Astana Qazaqstan Team      | + 1 min 26 s     |
| 10e | Ben O'Connor      | Australie   | Decathlon-AG2R La Mondiale | + 1 min 26 s     |

### Classement par points
| Classement par points | Classement par points | Classement par points | Classement par points         | Classement par points |
| Coureur               | Coureur               | Pays                  | Équipe                        | Points                |
| --------------------- | --------------------- | --------------------- | ----------------------------- | --------------------- |
| 1er                   | Tim Merlier           | Belgique              | Soudal Quick-Step             | 63 pts                |
| 2e                    | Jonathan Milan        | Italie                | Lidl-Trek                     | 63 pts                |
| 3e                    | Filippo Fiorelli      | Italie                | VF Group-Bardiani CSF-Faizanè | 42 pts                |
| 4e                    | Biniam Girmay         | Érythrée              | Intermarché-Wanty             | 31 pts                |
| 5e                    | Tadej Pogačar         | Slovénie              | UAE Team Emirates             | 27 pts                |
| 6e                    | Jhonatan Narváez      | Équateur              | Ineos Grenadiers              | 25 pts                |
| 7e                    | Olav Kooij            | Pays-Bas              | Team Visma \| Lease a Bike    | 23 pts                |
| 8e                    | Lilian Calmejane      | France                | Intermarché-Wanty             | 20 pts                |
| 9e                    | Kaden Groves          | Australie             | Alpecin-Deceuninck            | 20 pts                |
| 10e                   | Maximilian Schachmann | Allemagne             | Bora-Hansgrohe                | 18 pts                |

### Classement de la montagne
| Classement de la montagne | Classement de la montagne | Classement de la montagne | Classement de la montagne     | Classement de la montagne |
| Coureur                   | Coureur                   | Pays                      | Équipe                        | Points                    |
| ------------------------- | ------------------------- | ------------------------- | ----------------------------- | ------------------------- |
| 1er                       | Tadej Pogačar             | Slovénie                  | UAE Team Emirates             | 51 pts                    |
| 2e                        | Daniel Martínez           | Colombie                  | Bora-Hansgrohe                | 26 pts                    |
| 3e                        | Lilian Calmejane          | France                    | Intermarché-Wanty             | 23 pts                    |
| 4e                        | Andrea Piccolo            | Italie                    | EF Education-EasyPost         | 18 pts                    |
| 5e                        | Geraint Thomas            | Royaume-Uni               | Ineos Grenadiers              | 16 pts                    |
| 6e                        | Amanuel Ghebreigzabhier   | Érythrée                  | Lidl-Trek                     | 10 pts                    |
| 7e                        | Lorenzo Fortunato         | Italie                    | Astana Qazaqstan Team         | 9 pts                     |
| 8e                        | Giulio Pellizzari         | Italie                    | VF Group-Bardiani CSF-Faizanè | 8 pts                     |
| 9e                        | Filippo Fiorelli          | Italie                    | VF Group-Bardiani CSF-Faizanè | 7 pts                     |
| 10e                       | Florian Lipowitz          | Allemagne                 | Bora-Hansgrohe                | 6 pts                     |

### Classement du meilleur jeune
| Classement du meilleur jeune | Classement du meilleur jeune | Classement du meilleur jeune | Classement du meilleur jeune | Classement du meilleur jeune |
| Coureur                      | Coureur                      | Pays                         | Équipe                       | Temps                        |
| ---------------------------- | ---------------------------- | ---------------------------- | ---------------------------- | ---------------------------- |
| 1er                          | Cian Uijtdebroeks            | Belgique                     | Team Visma \| Lease a Bike   | 11 h 03 min 58 s             |
| 2e                           | Alex Baudin                  | France                       | Decathlon-AG2R La Mondiale   | + 44 s                       |
| 3e                           | Mauri Vansevenant            | Belgique                     | Soudal Quick-Step            | + 48 s                       |
| 4e                           | Filippo Zana                 | Italie                       | Team Jayco AlUla             | + 1 min 11 s                 |
| 5e                           | Luke Plapp                   | Australie                    | Team Jayco AlUla             | + 1 min 37 s                 |
| 6e                           | Henok Mulubrhan              | Érythrée                     | Astana Qazaqstan Team        | + 1 min 47 s                 |
| 7e                           | Georg Steinhauser            | Allemagne                    | EF Education-EasyPost        | + 1 min 53 s                 |
| 8e                           | Antonio Tiberi               | Italie                       | Bahrain Victorious           | + 1 min 54 s                 |
| 9e                           | Davide Piganzoli             | Italie                       | Team Polti Kometa            | + 2 min 10 s                 |
| 10e                          | Florian Lipowitz             | Allemagne                    | Bora-Hansgrohe               | + 2 min 12 s                 |

### Classement par équipes
| Classement par équipes | Classement par équipes        | Classement par équipes | Classement par équipes |
| Équipe                 | Équipe                        | Pays                   | Temps                  |
| ---------------------- | ----------------------------- | ---------------------- | ---------------------- |
| 1re                    | Bora-Hansgrohe                | Allemagne              | 33 h 13 min 36 s       |
| 2e                     | Ineos Grenadiers              | Royaume-Uni            | + 32 s                 |
| 3e                     | Astana Qazaqstan Team         | Kazakhstan             | + 46 s                 |
| 4e                     | Decathlon-AG2R La Mondiale    | France                 | + 1 min 36 s           |
| 5e                     | VF Group-Bardiani CSF-Faizané | Italie                 | + 4 min 23 s           |
| 6e                     | EF Education-EasyPost         | États-Unis             | + 5 min 32 s           |
| 7e                     | Team Jayco AlUla              | Australie              | + 6 min 14 s           |
| 8e                     | Soudal Quick-Step             | Belgique               | + 6 min 17 s           |
| 9e                     | Team Visma \| Lease a Bike    | Pays-Bas               | + 6 min 35 s           |
| 10e                    | Movistar Team                 | Espagne                | + 11 min 02 s          |

### Sanctions au classement UCI
| \| Coureur \| Pays \| Équipe \| Points \| \| ------------------ \| -------- \| ------------------ \| ----------- \| \| Bert Van Lerberghe \| Belgique \| Soudal Quick-Step \| - 25 points \| \| Christophe Laporte \| France \| Visma-Lease a Bike \| - 25 points \| |          |                    |             |
| Coureur | Pays     | Équipe             | Points      |
| Bert Van Lerberghe | Belgique | Soudal Quick-Step  | - 25 points |
| Christophe Laporte | France   | Visma-Lease a Bike | - 25 points |

## Abandons
- Eddie Dunbar (Jayco AlUla) : non partant[1]
- Simon Carr (EF Education-EasyPost) : abandon[2]